# Fantasy Flight Games
Fantasy Flight Games (officiellt Fantasy Flight Publishing, Inc.) är ett spelföretag i Roseville, Minnesota som tillverkar brädspel, rollspel och kortspel. Företaget grundades som Fantasy Flight Publishing 1995 av Christian T. Petersen, men sedan lanseringen av deras första spel (Twilight Imperium) 1997, har de använt sig av namnet Fantasy Flight Games. Mellan 2008 och 2016 samarbetade företaget med Games Workshop för att kunna lansera Warhammer- och Warhammer 40,000-spel. I augusti 2011 köpte Fantasy Flight Games upp rättigheterna för att kunna producera Star Wars-spel. Sedan den 24 november 2014 är Fantasy Flight Games ett dotterbolag till Asmodée Editions SAS. I oktober 2017 presenterade Asmodée Editions och Fantasy Flight Games avdelningen Fantasy Flight Interactive, som specialiserar sig på implementera de fysiska spelen till digitala.